# Gánti-barlang
A Gánti-barlang a Vértes hegység második leghosszabb barlangja. Magyarország megkülönböztetetten védett barlangjai között van. Régészeti leletek kerültek elő belőle, emiatt 2013-tól régészeti szempontból jelentős barlangnak minősül. A Duna–Ipoly Nemzeti Parkban található. 1979-től a Vértessomlói-barlang felméréséig a hegység leghosszabb barlangja.

## Leírás
A barlang Gánt külterületén, a 065/00 helyrajzi számú területen, a 84A és B erdőrészletben helyezkedik el. A Gánti-barlang régi bejárata a Gántról az egykori Kápolnapuszta felé vezető út jobb oldalán, Gánttól ÉNy-ra, kb. 1,5 km-re, hegyoldalban, az Angyal-lépcső sziklacsoportban van. Gánt felől jobb oldalon az első nagy sziklakibukkanás az Angyal-lépcső, mely egy markáns, az erdőből kibukkanó sziklaalakzat. Az Angyal-lépcső alsó részén, a völgytalptól kb. 15–16 m relatív magasságban, 255 m tszf. magasságban van a barlang természetes bejárata, amelyet viszonylag könnyű megtalálni, mert ösvény vezet hozzá. A Kápolnapusztától Gánt irányába haladó völgy É-i oldalában fekszik a barlang.
Turistatérképeken jelölve van a Gánti-barlang helye barlangjellel és a barlang nevének feltüntetésével. Az üreg új bejárata a régi bejárattól KÉK-re (jobbra), 7–8 m-re, kb. 2 m-rel magasabban található. A barlang régi, természetes bejárata egy ovális alakú, 0,4 m széles és 0,8 m magas nyílás, a bontott, új bejárat pedig 2,8 m széles és 2,1 m magas. A Gánti-barlang bejáratától csak 6 m-rel magasabban van a Gánti-barlang árvízi forrásszája nevű kis barlang, amely régen a Gánti-barlang árvízi forrásszájaként működött.
A Gánti-barlang egy inaktív és kétszintes forrásbarlang, melynek befoglaló kőzete felső triász dolomit, de végponti részén megjelenik mészkő is. Egy ÉK–DNy irányú törésvonal mentén, karsztvízszint alatti oldódás miatt jött létre az üreg. A gömbüstös és szabálytalan oldásformák jellemzők formakincsére. Cseppkőképződmények találhatóak benne. Érdekessége a finom sárgás por, mely a kőzeten található. A szűk bejárati rész a Hasadék-terembe vezet, amely 9 m hosszú, 2,5 m széles és 9 m magas. Innen megintcsak szűk, kanyargós járatokon át lehet eljutni a barlang többi tág részébe (Nagy-terem, Galéria, Padlás, Végponti-terem, Új végponti-terem). Bejárásának megkönnyítésére létrákat helyeztek el benne. A második kis létránál körtúra tehető. Kb. 2 óra alatt bejárható, ha minden járatba benéz a látogató.
A lezárt barlang megtekintéséhez a Duna–Ipoly Nemzeti Park Igazgatóság engedélye szükséges. Egy nap maximum két csoport látogathatja, egy csoport pedig legfeljebb 10 személyből állhat. A téli álmot alvó denevérek nyugalmának fenntartása miatt telelési időszakban (október 1-től április 30-ig) tilos a barlangba bemenni. A Vértes hegység második leghosszabb barlangja a Gánti-barlang. (A leghosszabb a Vértessomlói-barlang.) A Gánti-barlang nyári alkalmi denevérszálláshely és télen a barlangban kis egyedszámban előforduló néhány denevérfajnak téli állandó szálláshelye. A barlangban 7 denevérfaj, kis patkósdenevér (Rhinolophus hipposideros), vízi denevér (Myotis daubentonii), közönséges denevér (Myotis myotis), közönséges késeidenevér (Eptesicus serotinus), rőt koraidenevér (Nyctalus noctula), szürke hosszúfülű-denevér (Plecotus austriacus) és nyugati piszedenevér (Barbastella barbastellus) fordul elő.
1975-ben volt először Gánti-barlangnak nevezve a barlang az irodalmában. Előfordul a barlang az irodalmában Gánt Cave (Takácsné, Eszterhás, Juhász, Kraus 1989) néven is.

## Denevér-megfigyelések
| \| Dátum \| Rhin. hip. \| Myo. myo. \| Myo. dau. \| Ept. ser. \| Nyc. noc. \| Ple. aus. \| Barb. barb. \| Indet sp. \| \| ------------------ \| ---------- \| --------- \| --------- \| --------- \| --------- \| --------- \| ----------- \| --------- \| \| 1997. február 7. \| 10 \| – \| – \| – \| 1 \| 1 \| 1 \| – \| \| 1997. február 8. \| – \| – \| – \| – \| – \| – \| – \| 7 \| \| 1997. március 8. \| 4 \| – \| – \| – \| – \| – \| – \| – \| \| 1997. március 9. \| 6 \| – \| – \| – \| – \| – \| – \| – \| \| 1997. március 30. \| 1 \| – \| – \| – \| – \| – \| – \| – \| \| 1997. április 13. \| – \| – \| – \| – \| – \| – \| – \| – \| \| 1997. május 30. \| – \| – \| – \| – \| – \| – \| – \| – \| \| 1997. május 31. \| – \| – \| – \| – \| – \| – \| – \| – \| \| 1997. június 1. \| – \| – \| – \| – \| – \| – \| – \| – \| \| 1997. október 3. \| – \| – \| – \| – \| – \| – \| – \| – \| \| 1997. október 4. \| – \| – \| – \| – \| – \| – \| – \| – \| \| 1997. október 11. \| – \| – \| – \| – \| – \| – \| – \| – \| \| 1998. január 10. \| 5 \| 1 \| – \| 1 \| – \| – \| – \| – \| \| 2000. március 5. \| 5 \| 1 \| – \| – \| – \| – \| – \| – \| \| 2002. február 2. \| 3 \| – \| 1 \| – \| – \| 1 \| – \| – \| \| 2004. október 13. \| 1 \| – \| – \| – \| – \| – \| – \| – \| \| 2005. január 11. \| 3 \| – \| 1 \| – \| – \| – \| – \| – \| \| 2005. december 1. \| 1 \| 4 \| 1 \| – \| – \| – \| 2 \| – \| \| 2006. január 18. \| 4 \| 3 \| 2 \| – \| – \| 1 \| 3 \| – \| \| 2006. október 5. \| 4 \| – \| – \| – \| – \| – \| – \| – \| \| 2006. december 14. \| 6 \| – \| – \| – \| – \| – \| – \| – \| \| 2010. július 29. \| – \| – \| – \| – \| – \| – \| – \| – \| \| 2011. január 7. \| 5 \| 2 \| 1 \| – \| – \| – \| – \| – \| \| 2011. július 6. \| – \| – \| – \| – \| – \| – \| – \| – \| \| 2011. december 15. \| 3 \| – \| – \| – \| – \| – \| – \| – \| \| 2013. június 18. \| – \| – \| – \| – \| – \| – \| – \| – \| \| 2013. december 19. \| 5 \| – \| 1 \| – \| – \| – \| – \| – \| \| 2014. december 15. \| 3 \| – \| – \| – \| – \| – \| 1 \| – \| |            |           |           |           |           |           |             |           |
| Dátum | Rhin. hip. | Myo. myo. | Myo. dau. | Ept. ser. | Nyc. noc. | Ple. aus. | Barb. barb. | Indet sp. |
| 1997. február 7. | 10         | –         | –         | –         | 1         | 1         | 1           | –         |
| 1997. február 8. | –          | –         | –         | –         | –         | –         | –           | 7         |
| 1997. március 8. | 4          | –         | –         | –         | –         | –         | –           | –         |
| 1997. március 9. | 6          | –         | –         | –         | –         | –         | –           | –         |
| 1997. március 30. | 1          | –         | –         | –         | –         | –         | –           | –         |
| 1997. április 13. | –          | –         | –         | –         | –         | –         | –           | –         |
| 1997. május 30. | –          | –         | –         | –         | –         | –         | –           | –         |
| 1997. május 31. | –          | –         | –         | –         | –         | –         | –           | –         |
| 1997. június 1. | –          | –         | –         | –         | –         | –         | –           | –         |
| 1997. október 3. | –          | –         | –         | –         | –         | –         | –           | –         |
| 1997. október 4. | –          | –         | –         | –         | –         | –         | –           | –         |
| 1997. október 11. | –          | –         | –         | –         | –         | –         | –           | –         |
| 1998. január 10. | 5          | 1         | –         | 1         | –         | –         | –           | –         |
| 2000. március 5. | 5          | 1         | –         | –         | –         | –         | –           | –         |
| 2002. február 2. | 3          | –         | 1         | –         | –         | 1         | –           | –         |
| 2004. október 13. | 1          | –         | –         | –         | –         | –         | –           | –         |
| 2005. január 11. | 3          | –         | 1         | –         | –         | –         | –           | –         |
| 2005. december 1. | 1          | 4         | 1         | –         | –         | –         | 2           | –         |
| 2006. január 18. | 4          | 3         | 2         | –         | –         | 1         | 3           | –         |
| 2006. október 5. | 4          | –         | –         | –         | –         | –         | –           | –         |
| 2006. december 14. | 6          | –         | –         | –         | –         | –         | –           | –         |
| 2010. július 29. | –          | –         | –         | –         | –         | –         | –           | –         |
| 2011. január 7. | 5          | 2         | 1         | –         | –         | –         | –           | –         |
| 2011. július 6. | –          | –         | –         | –         | –         | –         | –           | –         |
| 2011. december 15. | 3          | –         | –         | –         | –         | –         | –           | –         |
| 2013. június 18. | –          | –         | –         | –         | –         | –         | –           | –         |
| 2013. december 19. | 5          | –         | 1         | –         | –         | –         | –           | –         |
| 2014. december 15. | 3          | –         | –         | –         | –         | –         | 1           | –         |

## Kutatástörténet

### 1975–1989
A Kocsis Antal által írt, 1975-ben megjelent kiadványban az van írva, hogy a Gánti-barlang egy kétszintes eróziós barlang. Rétegesen települt dolomitban, hasadék mentén jött létre. Az üreg járható része kb. 40 m hosszú. A felső szint egy kúszójáratból és egy kisebb üregből, az alsó pedig aknaszerűen mélyülő, hosszú és magas, de keskeny teremből (a teremhez eróziós fülkék kapcsolódnak) áll. A barlang megtalálását és látogatását segítő információt Kocsis Antal nem közölt, mert a barlang nagyon omlásveszélyes, szakadékos, valamint a barlangtani kutatás miatt meg kell óvni az üreg eredeti állapotát.
Az 1975. évi MKBT Beszámolóban lévő, Kocsis Antal által írt tanulmányban meg van említve, hogy nem ismerjük a Gánti-barlang fejlődéstörténetét. Emiatt, de főleg érintetlen kitöltése, és ennek részletes átvizsgálása miatt az üreg nagyon bíztató hely továbbkutatás szempontjából (elsősorban paleontológiai szempontból). 1979-ben az Alba Regia Barlangkutató Csoport elkészítette a barlang alaprajz térképét és 8 keresztmetszet térképét. A térképek elkészítéséhez a barlangot Gönczöl Imre, Gyebnár János és Kárpát József mérték fel 1979. február 16-án. A térképeket Kárpát József szerkesztette. A térképek 1:100 méretarányban ábrázolják a barlangot. Az alaprajz térképen megfigyelhető a 8 keresztmetszet elhelyezkedése a barlangban. Az alaprajz térkép használatához a térképlapon jelölve van az É-i irány. 1979-ben Kárpát József megszerkesztette a barlang izometrikus térképét. Az izometrikus térkép 1:100 méretarányban ábrázolja a barlangot.
Az Alba Regia Barlangkutató Csoport 1979. évi jelentésében meg van említve, hogy a csoport 1979-ben felmérte a Vértes hegység legnagyobb barlangját is, a 106 m hosszú Gánti-barlangot. A felmérés előtt a 61 m hosszú Csákvári-barlang volt a hegység leghosszabb barlangja. A hegység jelentősebb barlangjai a Gánti-barlang, a Csákvári-barlang, a Nagy-tisztai-gödör és az Oroszlánkői-barlang. A Gánti-barlang impozáns és oldásformái rendkívül szépek. Csak két, Vértes hegységben található barlang esetében lehetett mélységet is mérni, illetve egy víznyelőben, de az utóbbi azóta bauxitbányászat áldozatává vált. 1979 április végén a csoport tagjai megkísérelték feltárni a Gánti-barlang folytatását, de próbálkozásuk eredménytelenül végződött. Megállapították, hogy a barlang egy hajdan karsztvízlencsében lévő vízvezetőbarlang kiemelt maradványa, emiatt elég reménytelen próbálkozás felfedezni további járatait.
A barlang így is nagyon érdekes és szép, megérdemli, hogy valamelyik barlangkutató csoport törődjön vele. Indokolt lezárni a barlangot. A kéziratban van 6 olyan, fekete-fehér fénykép, amelyek bemutatják a barlangot. Az első fényképen a barlangban lévő Sajt-terem, a második fényképen a Szemüreg, a harmadik fényképen a barlangban megfigyelhető mikroformák, a negyedik fényképen a barlang környéke, az ötödik fényképen pedig a barlang megközelítése látszik. A hatodik fényképen a barlang végpontján végzett feltáró munka (bontás) egyik pillanata van megörökítve. A fényképeket Gönczöl Imre készítette. A csoportjelentéshez mellékelve lettek a Gánti-barlang 1979-ben készült térképei (az izometrikus térkép is).
Az 1979. évi MKBT Beszámolóban megjelent, az Alba Regia Barlangkutató Csoport 1979. évi tevékenységét ismertető jelentés szerint a csoport által a Vértes hegység barlangkataszterének elkészítése érdekében végzett munka alaposságát bizonyítja, hogy a csoporttagoknak sikerült felderíteniük a Gánti-barlangot is. A 106 m hosszú barlang addig majdnem ismeretlen volt, de a csoport megállapította, hogy a hegység leghosszabb barlangja. A barlang Gánt mellett fekszik és egy szenilis forrásjárat. A kiadványban publikálva lettek a barlang 1979-ben készült térképei. (A publikált, alaprajzot és keresztmetszeteket tartalmazó térképlapon nincs méretarány feltüntetve.)
Az 1979. évi MKBT Beszámolóban napvilágot látott, Kordos László által írt összeállításban az olvasható, hogy 1979-ben a Gánti-barlang főágából állatcsontokat, például sertés (Sus scrofa), mezei nyúl (Lepus europaeus) és vadmacska (Felis silvestris) csontokat gyűjtött az Alba Regia Barlangkutató Csoport, amelyeket Kordos László határozott meg (MÁFI Gy. sz.: 1979/36). Ugyanekkor durva, korongozatlan rézkori–vaskori cserepek is előkerültek az üregből.
Az FTSK Barlangkutató Szakosztály 1980. évi jelentésében lévő, Horváth János által írt, a Vértes hegység barlangjainak térképezését ismertető részben szó van arról, hogy a szakosztály a Magyar Karszt- és Barlangkutató Társulatnak (térképtár és dokumentáció) az évek során 18 barlangtérképet adott le, legtöbbször terepjelentés mellékleteként. Ezek között volt a Vértes hegység összes nagy barlangja, a Gánti-barlang és a Gánti bauxitkülfejtés víznyelőbarlangja kivételével. (A Gánti-barlang térképét Kárpát József készítette el, majd így jutott el a barlangkutató társulathoz.) Az 1980. évi MKBT Beszámolóban publikálva lett a szakosztály 1980. évi jelentésének az a része is, amely a Gánti-barlang térképezéséről szól. Az 1984-ben kiadott, Magyarország barlangjai című könyv országos barlanglistájában szerepel a Vértes hegység barlangjai között a barlang Gánti-barlang néven. A listához kapcsolódóan látható a Dunazug-hegység barlangjainak földrajzi elhelyezkedését bemutató 1:500 000-es méretarányú térképen a barlang földrajzi elhelyezkedése.
Az 1986. évi Karszt és Barlangban lévő, A Vértes-hegység barlangkataszteri felmérése című tanulmány szerint a Vértes hegység jelentősebb barlangjai a Gánti-barlang (106 m hosszú), a Csákvári-barlang (72 m), a Nagy-tisztai-gödör (44 m) és az Oroszlánkői-barlang (20 m). A hegység barlangjainak mélysége összeadva 32,5 m. Ez a mélység teljes egészében a 4521-es barlangkataszteri terület barlangjainak mélységadataiból áll, mert a 4522-es barlangkataszteri terület barlangjainak nincs mélységük. (A 32,5 m-ből a Gánti-barlangé 12 m, a Nagy-tisztai-gödöré pedig 10 m mélység.) A Gánti-barlang Gánt szélén, Kápolnapuszta közelében, az Angyal-lépcső (helyi név) sziklacsoport DK-i oldala mellett, 25 m relatív magasságban helyezkedik el. A Kocsis Antal által írt kiadványban említve van a 40 m hosszú barlang, de a füzetben nem lett ismertetve a barlang földrajzi elhelyezkedése. A Gánton lakók ismerik az üreget, néhányan közülük jártak is benne.
A barlangot 1979. február 16-án mérte fel az Alba Regia Barlangkutató Csoport. A Vértes hegységben ritkán, csak kis területeken húzódó mészkőben keletkezett az autogén karsztbarlang. A 106 m hosszú és 12 m mély üreg közepesen pusztuló állapotban van. A barlang szűk bejárati csöve után található egy lapos, majd egy nagyobb, omladékos terem. Itt kezdődik a Kanyon látványos folyosója, amelynek már az elején szép oldásformák vannak. Közepén kb. 7 m-t lemászva lehet bejutni a Kanyon legtágabb részébe, ahol a járat 2,5 m széles. A járat vége előtt balra látszik a Szemüreg. Azon átbújva, majd egy szűk, kanyargós járaton át érhető el a Sajt-terem. A vastagpados mészkő réteglapjai és a sok oldásforma (ezek miatt olyan lyukas a fal, mint a sajt) látványossá teszik ezt a részt.
Innen balra egy meredek letörésen felmászva a Padlás következik, jobbra a tág Végponti-terem fekszik, amelynek közepéről egy kürtő indul felfelé, egy kis oldaljáratból pedig egy szűk aknán 3 m-t lemászva lehet elérni a Kanyon végének közelébe. Az összeköttetés megvan, de nagyon szűk. A Végponti-terem falán több helyen megfigyelhetők 1–2 mm-es oldott kis lyukak (Graboplaszt-fal), melyek sűrűn egymás mellett jöttek létre. A csoport kutatta a barlangot, hogy a barlang folytatása fel legyen tárva. A csoport tagjainak azonban nem sikerült új részt feltárni. Megállapították, hogy a Gánti-barlang egy hajdan karsztvízlencsében feküdt, korróziós barlang kiemelt maradványa, emiatt számottevő folytatás feltárásának kicsi az esélye. A publikációban van 3 olyan, fekete-fehér fénykép, amelyek bemutatják a barlangot. Az első fényképen a barlangban lévő Graboplaszt-fal, a második fényképen a Végponti-terem, a harmadik fényképen pedig a Sajt-terem alján végzett feltáró munka egyik pillanata látszik. A fényképeket Gönczöl Imre készítette.
Az 1989. évi Föld és Égben kiadott, Magyarország barlangjai című tanulmányban publikálva lett, hogy a Vértes hegység 72 nyilvántartott barlangja közül az egyik legjelentősebb a 106 m hosszú Gánti-barlang, amely egy inaktív forrásjáratrendszer (a másik legjelentősebb a Csákvári-barlang). Az 1989. évi Karszt és Barlangban közölve lett, hogy a Vértes hegység 72 barlangja közül legjelentősebb a régen forrásként működő, jelenleg inaktív Gánti-barlang. Az érdekes eróziós és korróziós formákkal tarkított barlang 106 m hosszú és többszintes. Az összeállításban lévő 1. ábrán (Magyarország térkép) be van mutatva a barlang földrajzi elhelyezkedése. A folyóirat 1989. évi különszámában napvilágot látott ennek az utóbbi tanulmánynak az angol nyelvű változata (The caves of Hungary). Ebben a tanulmányban Gánt Cave a barlang neve.

### 1990–1998
Az Alba Regia Barlangkutató Csoport 1990. évi évkönyvében az van írva, hogy a csoport a Vértes hegység barlangkataszterének készítésekor, 1979-ben figyelt fel a 106 m hosszú Gánti-barlangra. A karsztvizeknek döntő szerepe volt a barlang kialakulásában. A csoport 1990-ben tájékozódó próbabontást végzett a barlang bejáratának közelében, hátha sikerül feltárnia egy alsó járatot. A kitöltés szintjét teljes szelvényben kb. 0,5 m-t sikerült süllyesztenie. Munka során előkerültek egy római kori (minden bizonnyal helyben széttört) nagy agyagkorsó darabjai. A kéziratban van 3 olyan, fekete-fehér fénykép, amelyek bemutatják a barlangban végzett bontómunkát. A fényképeket Gönczöl Imre készítette.
A Cholnoky Jenő Karszt- és Barlangkutató Egyesület 1991. évi jelentése szerint az egyesület 1991-ben foglalkozott a Gánti-barlang gömbüstjeinek felmérésével és a barlang kioldódás-történetét bemutató térkép elkészítésével. A Tatabányai Barlangkutató Egyesület 1991. évi jelentésében meg van említve, hogy az egyesület 1991-ben talált néhány új, kis jelentőségű részt a Gánti-barlangban lévő Sajt-teremben. Az 1991. évi Karszt és Barlangban az van írva, hogy 1991-ben a Tatabányai Barlangkutató Egyesület a Gánti-barlangban állagvédelmi-takarító munkát végzett.
A Béni Kornél és Viszló Levente által írt, 1996-ban napvilágot látott könyvben szó van arról, hogy a Nyugat-Vértes területén (Körtvélyes) lévő Mindszentpusztán 11 barlang van. Ezek közül Kápolnapusztán 4 található. Egyikük a Gánt és Kápolnapuszta között elhelyezkedő Gánti-barlang. A 106 m hosszú és 12 m mély barlang a Vértes hegység leghosszabb barlangja. 1979 előtt is ismert volt a barlang, de lényegében nem volt kutatva. Befoglaló kőzete részint sztromatolitos dachsteini mészkő, részben dolomit. Mindkét kőzet felső triász üledék. A barlang tehát éppen e két (Vértes hegységre jellemző) kőzet érintkezésének határán alakult ki, vagyis ez a furcsa kettősség nem a barlang tektonikus felemássága miatt van. Bár a barlangkutatók szerint forrásbarlang, de a keletkezés előfeltételeinek megteremtésében valószínűleg jelentős szerepük volt a kéregmozgásoknak is. A barlang kialakulás-történetének pontosítása miatt még napjainkban (1996-ban) is folynak vizsgálatok. Forrásként működésére utal az a tény, hogy a barlangbejárat a barlang ismert részeitől magasabban helyezkedik el, valamint belső formakincse (pl. gömbüstök, gömbfülkék, vakkürtők) is a víz oldó hatását bizonyítják.
Jellemző a barlangra az is, hogy nincs sem egyértelmű fenék-, sem egyértelmű tetőszintje. Hévizes ásványkiválások azonban nem fordulnak elő benne. Kezdetleges cseppkőképződése is. A barlangban lévő Nagyterem 2,5 m széles, 9 m hosszú és 9 m magas. Érdekessége a kétnyílású Szemüreg járat, ami a Sajt-terembe vezet. Ez utóbbi majdnem szivacsos lett a kioldás következtében átüregesedett falai miatt. Efelett húzódik a Padlás, amely egy 8 m hosszú tág üreg. A barlang bejárásához barlangász képességekre és felszerelésre van szükség. A Gánti-barlang bejáratától csak 6 m-rel magasabban van a Gánti-barlang árvízi forrásszája nevű barlang. Ez a kis barlang régen a Gánti-barlang árvízi forrásszájaként működött.
Az Alba Regia Barlangkutató Csoport négy tagja (Sivó Zsuzsanna, Szarka Gyula, Szolga Ferenc és Zentai Ferenc) 1997-ben felmérte a Gánti-barlang Galéria részét, majd Szarka Gyula a felmérés felhasználásával megrajzolta a Galéria alaprajz térképét és 4 keresztmetszet térképét. A térképek 1:100 méretarányban ábrázolják a barlangot. Az alaprajz térképen megfigyelhető a 4 keresztmetszet elhelyezkedése a barlangban. Az alaprajz térkép használatához a térképlapon jelölve van az É-i irány. 1997-ben, az aktuális állapotnak megfelelően, Szarka Gyula újrarajzolta a barlang 1979-ben készült, majd 1994-ben Lakos L. által kiegészített alaprajz térképét. Az 1997-ben készült alaprajz térkép térképlapján 14 keresztmetszet térkép is látszik. A térképlapon 1:100 méretarányban lett ábrázolva a barlang. Az alaprajz térképen megfigyelhető a 14 keresztmetszet elhelyezkedése a barlangban. Az alaprajz térkép használatához a térképlapon jelölve van az É-i irány.
A csoport 1997. évi tevékenységéről szóló jelentésében az olvasható, hogy az Alba Regia Barlangkutató Csoport 1997-re tervezett munkái között (munkatervében) van a Gánti-barlangban végzett feltáró munka és a barlangban elhelyezett kitöltés átrendezése. 1997-ben folytatni akarták a csoporttagok a barlang rendszeres (legalább havi) tudományos vizsgálatát. Tervezték, hogy 1998-ban folytatják a Gánti-barlang földtani vizsgálatát, feltárását és abban a depórendezést. Az 1997. évi jelentésben Zentai Ferenc, aki a Gánti-barlang kutatását irányítja és dokumentálja rendszeresen évek óta, ismerteti a barlangban 1997-ben elért eredményeket. A csoport 1997-ben folytatta a Gánti-barlang (Vértes hegység, 4521/G7) feltárását (kutatási engedély üisz.: BTI-531/2/93). Folytatták a barlang belső részeiben felhalmozott törmelékdepók kiszállítását a Hasadék-terem létra alatti külső részébe.
A csoport tagjai ebben az évben, bontómunkával próbálták kideríteni, hogy a barlang bejárati részében található, közvetlenül a régi bejárattal szemben lévő résztől Ny-ra induló keskeny hasadéknak van-e folytatása. A kibontott kb. 1 m³ anyagot részletesen átnézték, amelynek eredményeként aránylag sok, részben fosszilis csontmaradványt találtak. A csontok még nem lettek meghatározva. Megpróbáltak továbbjutni a csoport által kiemelt jelentőségűnek ítélt Nagy-terem környékén is. Átvittek a Nagy-teremből a Szemüreg szűkületén át néhány m³ félretett anyagot a Hasadék-terembe. A Hasadék-terem talpszintje az eredetitől most 2 m-rel magasabban húzódik. A Nagy-terem DK-i részének mennyezetéből kezdődő kürtő előtti omladékot leomlasztva bejutottak egy keskeny kis hasadékba, amely É felé becsatlakozik a Nagy-terem felső részébe. DK-re, a Hasadék-terem irányába járhatatlanul szűk és omladékkal záródik.
Megpróbáltak átjutni a Nagy-terem É-i oldalán lévő omladékkúpon, hogy továbbjussanak a Nagy-teremből. Ennek során egy agyagból és dolomitlisztből álló stabil üledékfalba ütköztek. (Az üledékfal vizsgálatának eredménye a kéziratban, egy másik fejezetben közölve van.) Ettől a helytől Ny-ra, nagy omladéktömbök között észrevettek egy biztató üreget. Elkezdték bontani ezt a részt, majd egy 30–40°-os, lösszel kitöltött rézsűn át bejutottak egy hasadékba. Az állva járható hasadék 40–80 cm széles, ÉNy–DK irányú, falai pedig nagyon korrodáltak. A járat DK-i irányba emelkedik, legmagasabb pontján fel lehet mászni egy 3 m magas kürtőbe. A hasadék DK-i végén (némi bontás után) visszajutottak a Nagy-terem felső részébe. A munkát később a hasadék ÉNy-i részén, több műszakban folytatták. A kezdetben lapos és kb. 1 m széles hasadék talppontján található, löszös agyagba ágyazott kövek között sikerült kibontaniuk kb. 2 m-t, de itt egyelőre nincs remény továbbjutásra. A barlangnak ez a szakasza a Galéria nevet kapta.
A szakasznak 1997-ben elkészült a térképe, majd a Gánti-barlang régi térképe ki lett egészítve a szakasz térképével. A Galéria felmért hossza 11 m. 1997-ben történtek kis bontómunkák az Új végponti-teremben is. Mivel a csoportnak az elmúlt években végzett céltudatos kutatómunkája eredményeként a barlang makroszkópos és mikroszkópos élővilágáról, illetve klímájáról többéves adatsorral rendelkezik a csoport, ezért 1997-ben a barlang feltáró kutatása volt a legfontosabb. 1997. január 19-én a nagy hó miatt nem tudták a csoporttagok elérni a barlangot. 1997. február 8-án a csoport 5 tagja ellátogatott a barlangba, majd hőmérő puffertartályokat helyeztek el abban, az új mérési jegyzőkönyvben megadott helyekre. Ekkor próba videófelvételeket készítettek és denevérszámlálást végeztek az üregrendszerben. Az előre megtervezett, de a helyszínen még nem előkészített mérőhelyek kialakításakor megállapították, hogy nem érdemes működtetni a P5-ös puffertartályt, mert ez a mérőhely közvetlen kapcsolatban van a Hasadék-teremmel. (Némi bontás után sikerült összevilágítani a két részt.)
1997. március 9-én a csoport 7 tagja dolgozott a barlangban. Ekkor mérték először végig a telepített puffertartályok vizének hőmérsékletét. Néhányan a Nagy-terem É-i omladékfalának mennyezeti részét kezdték bontani, mert úgy gondolták, hogy gyorsan át tudnak jutni az omladék túloldalára. Itt megfigyeltek egy nagyon érdekes, ÉK-i irányból befolyt, vöröses és fehér színű, agyagszerű anyagot. Részletes vizsgálattal kiderítették, hogy mindkettő sok 0,1 mm-es kalcitkristályt és kalcithártya törmeléket tartalmaz. Sósavban oldhatatlan maradékuk: a vörösnek 48,83 %, a fehérnek pedig csak 11,84 %. Ketten kibontották a Nagy-terem mennyezete feletti járatot, amely majdnem járható a kürtőig. A járatban (vagy a kürtőben) lévő ember meg tudja fogni a túloldalon lévő ember kezét. 1997. március 30-án a csoport öt tagja mért és bontott a barlangban. Ekkor kb. 8–10 m-t jutottak tovább, de csak vissza, a Nagy-terem kürtőjébe. 1997. április 13-án megint a csoport öt tagja volt a barlangban, de abban csak a bontómunkát folytatták. A Nagy-terem É-i omladékában és az Új végponti-teremben történt bontás. Az utóbbi munkahely omlásveszélyessé vált, ezért ott (ideiglenesen) megint abbahagyták a bontást.
1997. október 3-án, 4-én és 5-én a csoport mért, bontott és túrákat vezetett a Gánti-barlangban, a Hamvas-barlangban és a Sasfészek-barlangban. 1997. október 11-én a csoport túranapot tartott. Ekkor a csoport a soponyai általános iskola 43 tanulóját és azok 3 kísérőjét, illetve a Székesfehérvári II. Rákóczi Ferenc Általános Iskola 22 tanulóját és azok 6 kísérőjét kalauzolta a Gánti-barlangban. A vendégeknek megmutatták a barlangban készült sztereó diafilmeket is. (Egy szekszárdi kb. 40 fős csoportnak időhiány miatt nem tudta megmutatni a barlangkutató csoport a barlangot.)
A barlangkutató csoport tervezte, hogy 1998-ban folytatja a barlang fejlődéstörténetére vonatkozó vizsgálatokat, főleg a továbbjutás lehetőségének tisztázása miatt. Ezért 1998. január 2-án szilárdtest detektorokat helyeztek el a csoporttagok a barlangban (ATOMKI). Az áramlási viszonyok egyértelművé tétele miatt újrakezdik a puffertartályos hőmérsékletméréseket. Tervezték, hogy folytatják a Nagy-terem bontását, a kitermelt anyag áthordását a Hasadék-terembe. Megállapították, hogy át kell rendezni, vagy felszínre kell szállítani a Hasadék-teremben elhelyezett kibontott anyagot. Akartak egy olyan videofilmet készíteni, amely bemutatja a Gánti-barlangot és a benne végzett tevékenységüket. Folytatni akarták a bejáratközeli leletmentést és az előkerült leletek meghatároztatását. Megint meg akarták rendezni a barlangász juniálist, 1998. június 6–7-én.
| Mérőhelyek | március 9. (°C) | március 30. (°C) | május 29. (°C) | október 4. (°C) |
| ---------- | --------------- | ---------------- | -------------- | --------------- |
| P1         | 4,5             | –                | 10,8           | 24              |
| P2         | 7,1             | 7,1              | 9,5            | 9,7             |
| P3         | 9,5             | 9,6              | –              | 9,4             |
| P4         | 9,2             | –                | –              | –               |
| P5*        | –               | –                | –              | –               |
| P6         | 9,3             | 9,5              | 9,88           | –               |
| P7         | 9,6             | 9,9              | 10,08          | 9,2             |
| P8         | 9,7             | 8,8              | 10,3           | 9,2             |
| P9         | 8,5             | 10,4             | 9,46           | 9,2             |
| P10        | 10,2            | –                | 10,43          | 10,1            |

(*) A P5-ös mérőhely nem lett telepítve. Ennek indoka a szövegben van ismertetve. Mind a négy időpontban volt a Végponti-teremben csepegő víz.
| Mérőhelyek        | március 9. (beütés/perc) | március 30.* (beütés/perc) |
| ----------------- | ------------------------ | -------------------------- |
| Barlangbejáratnál | 42,2                     | –                          |
| Hasadék-terem     | 55,8                     | 77,6                       |
| Nagy-terem        | 74,4                     | 155,8                      |

(*) Március 30-án a légnyomás: 734 Hgmm. Nagyon érdekes a Nagy-teremben mért magas beütésszám. Ez valószínűleg a mélyzónával való közvetlen kapcsolatra utal. Folytatni kell ennek vizsgálatát.
| Dátum             | Rhin. hip.                               | Indet sp.                                |
| ----------------- | ---------------------------------------- | ---------------------------------------- |
| 1997. február 8.  | –                                        | Hasadék-teremben 3 db Nagy-teremben 4 db |
| 1997. március 9.  | Hasadék-teremben 2 db Nagy-teremben 4 db | –                                        |
| 1997. március 30. | Hasadék-teremben 1 db                    | –                                        |

1997. április 13-án, május 30-án, május 31-én, június 1-jén, október 3-án, október 4-én és október 11-én nem talált a csoport denevért a barlangban.
A jelentés 72. oldalán (1. sz. melléklet), a barlang (M = 1:200) alaprajz térképén be van mutatva a barlangban 1997-ben kialakított mérőhelyek elhelyezkedése. (P1: barlangbejárat; P2: Hasadék-terem; P3, P4, P5: Nagy-terem; P6, P7, P8, P9: Végponti-terem; P10: Új végponti terem.) Az 1997. május 31-én és június 1-jén tartott barlangász juniális meghívójában (2. sz. melléklet) meg van említve, hogy a rendezvény helye a Gánti-barlang alatti völgytalp, mely közvetlenül az Angyal-lépcső sziklái utáni réten található. A programok között szerepel a Gánti-barlang bontása, és a barlang megismerése miatt túrázás a barlangban. Az évkönyvbe bekerült a barlang 1997-ben kiegészített alaprajz térképe (és a 14 keresztmetszet térkép), illetve a Galéria 1997-ben készült alaprajz térképe és 1997-ben készült 4 keresztmetszet térképe. A csoportjelentésben van 5 olyan, színes fénykép, amelyek bemutatják a barlangot. Az első fényképen a nemrég feltárt Galéria végpontján lévő bontóhely (munkahely) látszik. A második fényképen az az akna van bemutatva, amelyen át vissza lehet jutni a Nagy-terembe. A harmadik fényképen a Galéria falának egyik része van megörökítve. A negyedik és az ötödik fényképen a barlangban lévő egy-egy denevér figyelhető meg. Az öt fényképet Szarka Gyula készítette.
Az 1997. évi Karszt és Barlangban szó van arról, hogy 1997-ben az Alba Regia Barlangkutató Csoport a Gánti-barlang (Vértes hegység) végponti omladéka felett felfedezett egy 11 m hosszú járatot (a Galéria nevű részt), illetve mikroklíma vizsgálatokat végzett a barlangban. 1998. május 14-től a környezetvédelmi és területfejlesztési miniszter 13/1998. (V. 6.) KTM rendelete szerint a Duna–Ipoly Nemzeti Park Igazgatóság illetékességi területén, a Vértes hegységben található Gánti-barlang az igazgatóság engedélyével látogatható. A Fejér Megyei Hírlap 1998. május 29-i számában meg van említve, hogy az Alba Regia Barlangkutató Csoport 1998. június 6–7-én tartja hagyományos barlangász juniálisát. Ezzel kapcsolatban Szarka Gyula (szervező) elmondta, hogy a pontos helyszín a Gánti-barlang alatt lévő völgytalp, amely közvetlenül az Angyal-lépcső utáni réten van. Az újságíró megkérdezte Szarka Gyulától, hogy milyen programok lesznek a két nap során. Szarka Gyula erre azt válaszolta, hogy tábornyitást követően, 6-án reggel 9 órától a tervek szerint folytatódik a Gánti-barlang és a Sasfészek-barlang bontása, illetve túrázási lehetőséget terveznek az arra vállalkozóknak a Gánti-barlangba, a Sasfészek-barlangba és a Hamvas-barlangba.

### 1999–2003
Az Alba Regia Barlangkutató Csoport 1999–2001. évi évkönyvében ismertetve lett a csoportnak a barlangban 1999 és 2001 között végzett tevékenysége. Eszerint 1999. március 6-án 10 fővel kísérelte meg a csoport a továbbjutást a Gánti-barlangban (4521/G7, kut. eng. üi.sz.: DINPI 109/2000.). A csoport tagjai bontották a Nagy-terem alját és tágították a Végponti-terem átbújó részét. A Végpont-alatti-teremből bontással kitermelt anyagot áthordták a Végponti-terembe. A tagok észrevették, hogy a bejárat melletti jobb oldali falszakasz tűzhelynyomos része le fog suvadni a téli csapadék miatt, ezért az omlás ellen biztosítani kell ezt a részt. A barlangban denevérek voltak ezen a napon, egy a Hasadék-teremben, három a Nagy-teremben, három pedig a Végponti-teremben. Talajmintákat gyűjtöttek a barlang néhány pontjáról későbbi vizsgálat céljára (a vizsgálat eredményéről külön tanulmány számol be az évkönyvben). 1999. március 6-án a bejáratban 11,5 °C, a sugárzás 173 beütés/perc, a Hasadék-teremben 7,9 °C, a sugárzás 65 beütés/perc, a Nagy-teremben pedig 10,4 °C, a sugárzás 88 beütés/perc volt.
1999. március 23-án a csoport azt tapasztalta, hogy illetéktelenek jártak a barlangban és azok szemmel láthatóan megrongálták az üreget. A Nagy-teremben, egy szűk oldalfülkében a csoport által elhelyezett barométert kivitték és darabokra törték. A csoport szétdobált, égetett iszalagdarabokat talált a barlang néhány pontján. Ezzel világítottak a rongálók. A csoport megállapította, hogy le kell zárni a barlangot. Később le kellett mondania a csoportnak a barlang rendszeres kutatásáról, mert másik kutatási területeken voltak elfoglaltságai. Emiatt a barlangban csak a már hagyományos gánti barlangász juniális során és esetenként egy-két hétvégén dolgozott a barlangban.
1999–2001-ben a feltáró kutatás során főleg a Végponti-terem környéke lett kutatva. A csoport tagjai úgy gondolták, hogy tovább lehet jutni a Végponti-terem alatt lévő fülkéből (Végpont-alatti-terem) az ott kibontott aknán keresztül. Mivel ennek az aknának a Nagy-terem felé eső oldalán fekvő nagy kőtömbök az omladékot felfogták, emiatt az akna könnyen bontható, kitöltése csak laza, morzsalékos granulátumszerű agyagból áll, melyben helyenként kis kődarabok vannak. A munka során a Végponti-teremben sok eltávolított kitöltőanyag gyűlt össze, melynek a Nagy-termen keresztül történő kiszállítása nehéz. A csoport megpróbált egy közvetlen járatot bontani a bejárati Hasadék-terembe, a végpont felőli hasadékot könnyen járhatóvá tágította, de az onnan kezdődő Kitti-átjáró függőleges, kb. 2 m hosszú részéből nem sikerült eltávolítani (a Hasadék-terem felől sem) a bontáskor beékelődött köveket. A csoport a bejárat környékén is végzett bontómunkát, valamint elvégezte a szükséges állagmegóvást. A barlang Új-bejáratának mindkét oldala omlásveszélyes lett, és úgy tűnt, hogy ki fog omlani a rétegfejtés irányába. Ennek megelőzése miatt a jobb oldali járatrészt (tűzhelymaradvány fala) alápillérezte és kiékelte, a bal oldalon pedig egy 0,8 m magas, 2 m hosszú, félköríves száraz falazatot készített. A falazat abból a befoglaló kőzetből készült, melyet a régi bejárat alatti talpi omladék eltávolításával nyert.
A két bejárat közötti barlangrész mélyponti részének bontásakor, kb. 2 m³ kitöltés eltávolítása után látható lett egy markáns hasadékirány, mely a régi bejárat alól tart a két bejárat közötti ferde vetőfal alá. Ennek a mélyponti résznek a bontása közben szabaddá vált egy járható üreg, amely a völgytalp irányába húzódik és 2–3 m hosszú. Ennek az üregnek bal oldali (Új-bejárat felőli) része és alja omladékból áll, míg jobb oldali fala szálkőből. A kézirathoz mellékelve lett 5 olyan, színes fénykép, amelyeken be van mutatva a barlangban végzett munka és a barlang. Az első fényképen a Végponti-terem alatti akna bontása, a második fényképen pedig az aknában lévő bontott hely látszik. A harmadik fényképen a meggyengült, aláépítéssel stabilizált bejárat figyelhető meg. A negyedik fényképen a két bejárat között folyó bontómunka, az ötödik fényképen pedig a két bejárat között kibontott új üreg van megörökítve. A fényképeket Szarka Gyula készítette.
Az Alba Regia Barlangkutató Csoport 1999–2001. évi évkönyvében lévő, A Gánti-barlang kitöltésének vizsgálata című tanulmányban az olvasható, hogy a tanulmány írói az 1999. március 6-i munkatúrájuk során a barlang kitöltéséből üledékvizsgálat céljára mintákat vettek. A kb. 25 dkg-nyi minták dupla polietiléntasakba lettek csomagolva, hogy megőrződjön talajnedvességük. Indokolt volt az elővigyázatosság, mert az elemzést csak március 20-án tudták megkezdeni időhiány miatt. Az I. sz. minta a Hasadék-terem végéről, az egykor bontott hely K-i falából, a II. sz. minta a Nagy-terem É-i végének felső üregkitöltéséből, a III. sz. minta pedig a Végponti-terem alatt kibontott új járat kibontott anyagából lett gyűjtve.
Az I. sz. minta laza kitöltés, mely lehet, hogy előzőleg lösszel kitöltött hasadékból, üledék felharapódzás miatt hullott le. Világos sárgásbarna, morzsa és cseresznyemag közti szemeloszlású, löszhöz hasonló száraz anyag. Nedvességtartalma csak 4 %. 10 %-nál töményebb sósavban 87 %-ban oldhatatlan. A 3 dl vízben egy hétig áztatott, eleinte időnként felrázott minta leülepedését követően 45 mm víz alatt 35 mm talajréteg volt. Ennek felső 6 mm-es része egy árnyalattal világosabb sárga, de lösz színű. Az iszapolási görbén is látszik ennek, a finomabb frakciónak a jelenléte. 0,4 mm-es szitán fennmaradt 2,26 %. Ebben szabad szemmel szerves anyagot nem lehetett találni. Az anyag kb. 10 %-a kristályos kalcit.
A II. sz. minta sárgásfehér színű, helyenként éles határvonalú fehér és lösz színű foltokkal. Héjasan szétmálló, minden bizonnyal szivárgó vizek által szállított anyag. Agyagszerűen tapad a szerszámra. Nedvességtartalma 22 %. 10 %-nál töményebb sósavban 18 %-ban oldhatatlan. A minta egy heti ülepítésének eredménye: 35 mm víz alatt 25 mm a talaj szuszpenzió, melynek felső 4–5 mm-es rétege világos színű. Ebben lehet, hogy montmilch vagy lublinit is előfordul, de meghatározni nem sikerült. A finomabb szemcsék kimosódását jelzi az iszapolási görbe. 0,4 mm-es szitán fennmaradt 4,4 %. Ez szállítódás miatt koptatott és részben visszaoldott, krétásodott rögöket tartalmaz. Hiányzik a kristályos kalcit.
A III. sz. minta kb. 80 %-a löszhöz hasonló, barnás-fehéres morzsalékos anyag, míg a fennmaradó 20 % borsónyi, valamint annál apróbb, összecementálódott talajásványszemcsékből áll. A barna szemcsék nem karbonátos kötőanyagúak és nehezen morzsolhatók szét nedvesen is. A mintában lévő fehér, kb. 1–2 mm átmérőjű kis golyók lisztszerűen szétmállanak az ujjak között (hegyi liszt?). Nedves tapintású a száraznak tűnő poros anyag. A minta nedvességtartalma 27,7 %. 10 %-nál töményebb sósavban 63 %-ban oldhatatlan. Az egy heti ülepítést megelőző rázogatás eredményeként a fehér golyócskák felaprózódtak kb. 0,5–1 mm méretűre. Az ülepedési sorrend a következő: legalul kb. 5 mm-nyi, beiszapolódott, kb. fele-fele arányú barna és fehér szemcse, e felett kb. 25 mm vegyes (durva szemcsés), szivacsosan ülepedett réteg, amit egyre finomabb szemeloszlású anyag követ. Teljesen szétázottnak csak a legfelső 2–3 mm-es zóna tekinthető. 24 mm víz alatt a leülepedett talaj 42 mm vastag volt. 0,4 mm-es szitán fennmaradt 20,25 %, ennek kb. 10 %-a fehér, táblakrétaszerű anyag, a többség pedig vastartalmú, középkemény amorf kalcit. A mintában egy kisemlős (valószínűleg denevér) végtagcsont is volt.
A minták iszapolása 25,5 °C-on, 1,000–1,200 g/cm³ méréstartományú sűrűségmérővel, 1000 ml-es mérőhengerben, 150 g szárított mintából történt. A kéziratba bekerült egy olyan ábra, amelyen a 3 kitöltésminta iszapolási görbéi vannak bemutatva.
Az Alba Regia Barlangkutató Csoport 2002–2003. évi évkönyvében az van írva, hogy a csoport Vértes hegységben végzett kutatásainak középpontjában továbbra is a Gánti-barlang áll. A csoport tervezte, hogy 2004. június 5–6-án megtartja a gánti juniális rendezvényt a Gánti-barlang alatti, erdőszéli réten. A Tési-fennsíktól kissé távol lévő, de hagyományos kutatási helye a csoportnak a barlang. A barlangnak feltáró kutatás szempontjából az utánpótlás nevelésében, illetve a csoporttagok szakmai kapcsolatainak ápolása miatt van jelentősége. 2002–2003-ban a fagy, valamint a barlang bejárata felett létrejött vízfolyások megint adtak a csoportnak munkát. A tagok az állagvédelmi tevékenység során eltávolították a kiomlott és lesodort új köveket. A köveket visszaékelték a védőpillérnek felépített, bejárat menti száraz falazatba. Folytatták a feltáró munkát a két bejárat közötti szakaszban a járattalpi omladék eltávolításával, illetve a Végponti-terem alatti kutatóakna mélyítését, de nem értek el jelentős eredményt.

### 2005-től
2005. szeptember 1-től a környezetvédelmi és vízügyi miniszter 22/2005. (VIII. 31.) KvVM rendelete szerint a Duna–Ipoly Nemzeti Park Igazgatóság működési területén, a Vértes hegységben található Gánti-barlang a felügyelőség engedélyével látogatható. A Természet Világa 2005. februári számából megtudható, hogy a dolomitra leginkább a hasadékokban kialakult, tektonikus eredetű barlangok jellemzők. Ezek közül egyik a Gánti-barlang, mely oldásos formái alapján egy forrásbarlang. A Duna–Ipoly Nemzeti Park Igazgatóság működési területén, a Vértes hegységben elhelyezkedő, 4521/16 kataszteri számú Gánti-barlang, 2006. február 28-tól, a környezetvédelmi és vízügyi miniszter 8/2006. KvVM utasítása szerint, megkülönböztetett védelmet igénylő barlang.
A Juhász Márton által írt, 2007-ben kiadott tanulmányban szó van arról, hogy a Vértes hegység barlangjai közül az 50 m-es hosszúságot a Csákvári-barlang, a Gánti-barlang és a Vértessomlói-barlang haladják meg. A hegység téli állandó denevérszálláshelyének a Csákvári-barlang, a Gánti-barlang, a gánti bányavágat, a Gánt-bányatelepi bányavágat és a Vértessomlói-barlang tekinthető. A Gánton (Fejér megye), az Angyal-lépcsőn elhelyezkedő Gánti-barlang közhiteles barlangnyilvántartási száma 4521/16, UTM-kódja pedig CT05B2. A barlang természetes bejárata egy ovális alakú, 0,4 m széles és 0,8 m magas nyílás, a bontott, új bejárat pedig 2,8 m széles és 2,1 m magas. A szűk bejárati rész a Hasadék-terembe vezet, amely 9 m hosszú, 2,5 m széles és 9 m magas. Innen megintcsak szűk, kanyargós járatokon át lehet eljutni a barlang többi tág részébe (Nagy-terem, Galéria, Padlás, Végponti-terem, Új végponti-terem).
A 130 m hosszú és 14,5 m mély barlang felső triász dolomitban (alárendelten mészkőben) húzódik. Egy ÉK–DNy irányú törésvonal mentén, karsztvízszint alatti oldódás miatt jött létre az üreg. A gömbüstös és szabálytalan oldásformák jellemzők formakincsére. Viszonylag kevés képződmény van benne. A barlang levegőjének átlaghőmérséklete 8,5 °C, átlagos páratartalma pedig 94 %. Az Alba Regia Barlangkutató Csoport által 2002-ben készített kéziratban említve van, hogy a barlangban denevérek élnek (több denevérfaj 10-nél kevesebb egyede telel benne). Az 1997 óta történő részletes adatfelvételek során sikerült kimutatni, hogy a barlangban 7 denevérfaj, kis patkósdenevér (Rhinolophus hipposideros), vízi denevér (Myotis daubentonii), közönséges denevér (Myotis myotis), közönséges késeidenevér (Eptesicus serotinus), rőt koraidenevér (Nyctalus noctula), szürke hosszúfülű-denevér (Plecotus austriacus) és nyugati piszedenevér (Barbastella barbastellus) fordul elő.
| Dátum              | Rhin. hip. | Myo. myo. | Myo. dau. | Ept. ser. | Nyc. noc. | Ple. aus. | Barb. barb. |
| ------------------ | ---------- | --------- | --------- | --------- | --------- | --------- | ----------- |
| 1997. február 7.   | 10         | –         | –         | –         | 1         | 1         | 1           |
| 1997. március 8.   | 4          | –         | –         | –         | –         | –         | –           |
| 1998. január 10.   | 5          | 1         | –         | 1         | –         | –         | –           |
| 2000. március 5.   | 5          | 1         | –         | –         | –         | –         | –           |
| 2002. február 2.   | 3          | –         | 1         | –         | –         | 1         | –           |
| 2004. október 13.  | 1          | –         | –         | –         | –         | –         | –           |
| 2005. január 11.   | 3          | –         | 1         | –         | –         | –         | –           |
| 2005. december 1.  | 1          | 4         | 1         | –         | –         | –         | 2           |
| 2006. január 18.   | 4          | 3         | 2         | –         | –         | 1         | 3           |
| 2006. október 5.   | 4          | –         | –         | –         | –         | –         | –           |
| 2006. december 14. | 6          | –         | –         | –         | –         | –         | –           |

A barlangbejárat előterében 1997. július 26-án Paulovics Péter által végzett hálózásos befogás és kirepülés megfigyelés eredménye: Rhinolophus hipposideros (3), Eptesicus serotinus (2), Plecotus (1) és Barbastella barbastellus (1). A barlangban végzett denevér-megfigyelésekkel kapcsolatos irodalom 2 kéziratból áll. Jelenleg nincs szükség védelmi intézkedésre, beavatkozásra. A barlang csak engedéllyel tekinthető meg, a barlangtúrák pedig nem okoznak számottevő zavarást. A barlang nyári alkalmi denevérszálláshely és télen a barlangban kis egyedszámban előforduló néhány denevérfajnak téli állandó szálláshelye.
2007. március 8-tól a környezetvédelmi és vízügyi miniszter 3/2007. (I. 22.) KvVM rendelete szerint a Duna–Ipoly Nemzeti Park Igazgatóság működési területén lévő Vértes hegységben elhelyezkedő Gánti-barlang az igazgatóság engedélyével tekinthető meg. A barlangot 2008-ban Piri Attila és Csermák Zsolt mérték fel, majd 2008. szeptember 30-án a felmérés felhasználásával megrajzolták a barlang alaprajz térképét és 7 keresztmetszet térképét. A térképek 1:100 méretarányban ábrázolják a barlangot. A térkép-dokumentációban megtalálható a barlang poligonja is. A dokumentáció poligont tartalmazó oldalán jelölve van az É-i irány. A 2009. évi Karszt és Barlangban szó van arról, hogy 2009. július 12-én, a Magyar Karszt- és Barlangkutató Társulat tanulmányútján a résztvevők az egyre elviselhetetlenebb napsütés miatt sietve mentek a Gánti-barlanghoz, ahol felüdülés volt beöltözni az árnyékos erdőben. A lelkes csapat a barlangban minden lehetséges helyre bemászott a barlang nagyon látványos oldásformáiban gyönyörködve, ezért a tervezettnél kissé hosszabbra nyúlt a túra, de szerencsére ez a további programot nem zavarta.
A Gerecse Barlangkutató és Természetvédő Egyesület a barlangban 2010. július 29-én és 2011. július 6-án nem észlelt denevért. Az egyesület 2011. január 7-én a barlangban 5 kis patkósdenevért, 2 közönséges denevért és 1 vízi denevért, 2011. december 15-én pedig 3 kis patkósdenevért figyelt meg. A Duna–Ipoly Nemzeti Park Igazgatóság működési területén lévő, 4521-16 kataszteri számú Gánti-barlang, 2012. február 25-től, a vidékfejlesztési miniszter 4/2012. (II. 24.) VM utasítása szerint, megkülönböztetetten védett barlang. 2013. július 19-től a vidékfejlesztési miniszter 58/2013. (VII. 11.) VM rendelete szerint a Gánti-barlang (Vértes hegység, Duna–Ipoly Nemzeti Park Igazgatóság működési területe) az igazgatóság hozzájárulásával látogatható. 2013. augusztus 12-től a belügyminiszter 43/2013. (VIII. 9.) BM rendelete szerint a Fejér megyei, gánti, 4521-16 barlangkataszteri számú és 82639 lelőhely-azonosítójú Gánti-barlang régészeti szempontból jelentős barlangnak minősül. 2013. június 18-án a Gerecse Barlangkutató és Természetvédő Egyesület nem észlelt a barlangban denevért. 2013. december 19-én az egyesület a barlangban 5 kis patkósdenevért és 1 vízi denevért, 2014. december 15-én pedig 3 kis patkósdenevért és 1 nyugati piszedenevért számolt össze.
A Polacsek Zsolt és Ba Julianna által írt, 2017. évi jelentésben az olvasható, hogy az 1980-as években, az akkoriban még nagyon jó nevű Alba Regia Barlangkutató Csoport tagjai is jártak a Vértes hegységbe, és az 1986. évi Karszt és Barlang folyóiratban, Gönczöl Imre neve alatt egy cikket jelentettek meg, amely a Gánti-barlangról szól. Az Alba Regia Barlangkutató Csoportnak az 1980-as években elért legnagyobb sikere a Gánthoz közeli (de nem a bányák területén fekvő) Gánti-barlang feltárása és térképének elkészítése. A barlangot a helyiek minden bizonnyal már régóta ismerték, mikor a barlangot a csoport az 1980-as években felfedezte. A Vértes hegység barlangjainak feldolgozásában résztvevő Kocsis Antal (aki a csoport tagja volt) érdeme, hogy a barlangkutatók számára teljesen ismeretlen üregben az 1980-as években elkezdődött a dokumentáló, majd az 1990-es években a feltáró munka.
A Gánti-barlang bejárata a Gántról az egykori Kápolnapuszta felé vezető út jobb oldalán, az Angyal-lépcső sziklacsoportban van. Viszonylag könnyű megtalálni, mert ösvény vezet hozzá. A felső triász dolomitban keletkezett üregrendszer nem túl jelentős méretű. A barlang kialakulása valószínűleg az egykori erózióbázison, vagy annak közelében történt (tektonikus irányítottság mellett, freatikus korrózió hatására). A barlangbejárat környékén lévő szétfagyott, mállott formákat beljebb mindvégig gömbüst formák és érdekes, freatikus kialakulásra utaló oldott formák követik. Mélyebbre hatolva egyre szembetűnőbb ez a formakincs. A barlangban tanulmányozható gömbüst formákat, minden bizonnyal morfológiai vizsgálatok során, piros festékkel összekenték, megszámozták a barlangot rongálók. Még e döbbenetes környezetkárosítás mellett is a környék barlangtanilag legfontosabb érdekessége a barlang.
Csermák Zsolt 2008-ban készült kutatásvezetői dolgozata szerint a barlang 149 m hosszú és 14 m mély. A barlang viszonylag könnyen bejárható, melyet segít egy beépített létra. Az Alba Regia Barlangkutató Csoport a barlang kutatásába sok éven át sok munkát fektetett, de annak aránylag csekély az eredménye. Élővilágát denevérek és a barlang elejében tartózkodó rovarok jelentik. Denevérből téli időszakban 10–15 példány is előfordul. Polacsek Zsolt nem tartja célszerűnek a barlang további feltáró kutatását, mert környezetéből kiemelkedett az Angyal-lépcső sziklája, a Kápolna-pusztai-völgy pedig mélyült, emiatt a barlang valószínűleg elszakadt az üregesedés többi részétől. A feltáró munkát az is nehezíti, hogy nagyon sok kitöltés van a barlang végponti részén, illetve a kevés hely miatt nehéz a barlangon belül elhelyezni az eltávolított anyagot (kitöltést). A jelentésben van egy olyan, színes fénykép, amely a barlang új ajtószerkezetét mutatja be. A fényképet Mihalik Zoltán készítette.
A 2018. évi Tatabányai barlangkutatás című munkában az olvasható, hogy a Gánti-barlang (kiépítés éve: 2017) állapotát Polacsek Zsolték utoljára 2018. december 18-án ellenőrizték. A sokak által ismert, 130 m hosszú barlangot formakincse és a barlangban élő sok denevér miatt kell védeni. A barlangban észlelt rongálások következtében kellett lezárni a barlangot. Nagyon indokolt volt lezárása. Időnként olajozni kell a bejárati zárszerkezetet (kivehető hengerzár). Megfelelő az ajtó és a létrák jelenlegi állapota. 2018 nyarán megpróbálták feltörni a barlangot. Mivel ez nem sikerült, tönkretették a zárat. A megrongált zárat szeptemberben javították meg Polacsek Zsolték. 2021. május 10-től az agrárminiszter 17/2021. (IV. 9.) AM rendelete szerint a Gánti-barlang (Vértes hegység, Duna–Ipoly Nemzeti Park Igazgatóság működési területe) az igazgatóság engedélyével látogatható. A 13/1998. (V. 6.) KTM rendelet egyidejűleg hatályát veszti.

## További irodalom
- Juhász Márton – Paulovics Péter – Staudinger István: Denevérfaunisztikai kutatások a Vértes hegységben. Kézirat. (V. Magyar Denevérvédelmi Konferencia, Pécs, 2005. december 3–4.)